# Distretto di Naka (Tokushima)
Il distretto di Naka (那賀郡, Naka-gun?) è uno dei distretti della prefettura di Tokushima, in Giappone.
Attualmente fa parte del distretto solo il comune di Naka.
| Controllo di autorità | NDL (EN, JA) 00767885 |